# یواس‌اس ویستاریا (اس‌پی-۲۵۹)
یواس‌اس ویستاریا (اس‌پی-۲۵۹) (به انگلیسی: USS Wistaria (SP-259)) یک کشتی بود که طول آن ۵۲ فوت (۱۶ متر) بود.